# Symfonie nr. 1 (Gram)
Peder Gram componeerde zijn Symfonie nr. 1  opus 12 in 1913-1914. De première vond onder zijn eigen leiding plaats in Berlijn door het Berliner Philharmoniker, vlak voordat de Eerste Wereldoorlog uitbrak. Daarna kwam het werk nog op de lessenaar tijdens een concert van het orkest van de Deense Omroep. In 1930 trad Gram nog een keer voor het voetlicht met deze symfonie, ook met het orkest van de omroep.

## Compositie
De compositie viel qua stijl eigenlijk buiten de boot. De muzikale ontwikkelingen in Europa gingen destijds dermate snel, dat sommige composities al snel "te oud" klonken. Deze symfonie is geschreven in de romantische stijl en die was in en na de Eerste Wereldoorlog uit de gratie geraakt. De componist gaf desgevraagd in 1951 zelf toe, dat hij als componist tussen twee vuren zat. Hij was vernieuwend genoeg om de volgelingen van de Romantiek tegen zich in het harnas te jagen; te weinig vernieuwend om de jongere generatie aan te spreken.

Naast de behoudende romatinsche structuur en klanken is er toch wel een verschil te horen. De muziek is voor de romantie uiterst krachtig, maar mist het pathos. Het gebruik van veel blaaspartijen doet de symfonie helder en licht klinken, een karaktertrek dat in meer Scandinavische muziek doorklinkt.

## Bron en discografie
- Dacapo; Symfonieorkest van Zuid Jutland o.l.v. Matthias Aeschbacher.

## Delen
1. Moderato ma risoluto
2. Sostenuto e risentito- Molto piu mosso ma tranquillo- andante - tempo I
3. Vigoroso ma con grandezza.

De symfonie duurt ongeveer een half uur. Symfonie nr. 2 liet 25 jaar (!) op zich wachten; Gram besteedde meer tijd aan bestuurs- en dirigeerfuncties dan aan componeren.